# Noah Bendix-Balgley
Noah Bendix-Balgley (* 1984 in Asheville, North Carolina) ist ein US-amerikanischer Geiger. Er ist derzeit erster Konzertmeister der Berliner Philharmoniker.

## Leben
Noah Bendix-Balgleys Urgroßvater Samuel Lewenthal war ebenfalls Geiger und hatte am Leipziger Konservatorium studiert.  Die jüdische Familie seines Vaters floh 1938 aus Berlin nach Palästina und anschließend in die Vereinigten Staaten.
Bendix-Balgley begann im Alter von vier Jahren, Geige zu spielen. Mit neun Jahren spielte er vor Yehudi Menuhin in der Schweiz. Seine Musikstudien absolvierte er an der Crowden School in Berkeley (Kalifornien), an der Jacobs School of Music der Indiana University sowie der Hochschule für Musik und Theater München bei Mauricio Fuks, Christoph Poppen und Ana Chumachenco.
Von 2011 bis 2014 war er Konzertmeister des Pittsburgh Symphony Orchestra und wechselte 2014 als erster Konzertmeister zu den Berliner Philharmonikern.
Als Solist konzertierte Bendix-Balgley mit internationalen Orchestern, so zum Beispiel dem Pittsburgh Symphony Orchestra und zahlreichen weiteren US-amerikanischen Sinfonieorchestern, dem Orchestre Philharmonique de Radio France, dem Orchestre National de Belgique, den Dresdner Philharmonikern, dem Mailänder Orchestra I Pomeriggi Musicali, dem Belgischen Orchestre Royal Chambre de Wallonie, und der Erie Philharmonic.
Als Kammermusiker wirkte er von 2008 bis 2011 als erster Geiger beim Münchner Athlos Quartett, das 2009 einen Sonderpreis beim Felix-Mendelssohn-Bartholdy-Wettbewerb in Berlin gewann. Mit dem Miro String Quartet absolvierte er 2011 eine Nordamerika-Tournee. Er konzertierte unter anderem mit Musikern wie Gidon Kremer, Yuri Bashmet, Ralph Kirshbaum,  Emanuel Ax und Lars Vogt und gastierte bei Festivals in Europa und Nordamerika, zum Beispiel beim VerbierFestival, beim Aspen Festival, beim Sarasota Festival, beim ChamberFest Cleveland, beim Nevada Chamber Music Festival sowie bei Chamber Music Connects the World der Kronberg Academy. Auch ist er Mitglied des Ensembles Philharmonix, das im Jahr 2018 mit dem Opus Klassik ausgezeichnet wurde.
Neben klassischer Musik hat Bendix-Balgley eine Vorliebe für Klezmer. Er trat mit bekannten Klezmer-Ensembles wie Brave Old World auf und unterrichtet Klezmer-Musik weltweit in Workshops. Außerdem komponierte er das Klezmer-Violinkonzert Fidl-Fantazye, das 2016 mit dem Pittsburgh Symphony Orchestra uraufgeführt und 2023 auch in der Berliner Philharmonie aufgeführt wurde.
Seit 2013 ist er als Artist Lecturer im Fach Streichquartett Mitglied der Fakultät der Carnegie Mellon School of Music.
Er spielt auf einem Instrument des Geigenbauers Bergonzi aus dem Jahr 1732, die zuvor im Besitz von Nigel Kennedy und Margot MacGibbon war.

## Preise
- 2007: 1. Preis und Sonderpreis für die beste Bach-Interpretation beim 14. Concorso Internazionale Violinistico „Andrea Postacchini“ in Fermo (Italien)[10]

- 2008: 3. Preis und Sonderpreis für Kreativität bei der Long-Thibaud International Competition
- 2009: Finalist beim Concours Musical Reine Elisabeth
- 2011: 1. Preis beim Concours International de Musique Vibrarte in Paris